# Mesochorus pumilionis
Mesochorus pumilionis är en stekelart som beskrevs av Schwenke 1999. Mesochorus pumilionis ingår i släktet Mesochorus och familjen brokparasitsteklar. Inga underarter finns listade i Catalogue of Life.